# Pasja (muzyka)
Pasja – forma muzyczna która powstała w XII wieku w kościołach katolickich, część chorału gregoriańskiego. Tematem pasji jest męka i śmierć Jezusa Chrystusa, tekst opiera się zazwyczaj na dwóch-trzech z Ewangelii.
Pasja chorałowa – pierwsze jednogłosowe pasje wykonywane były przez trzech kapłanów śpiewających kolejno partie: Chrystusa (najniższą, w tempie wolnym, w skali c – f, najczęściej był to bas), narratora, czyli ewangelisty (umiarkowane tempo, skala f – c, najczęściej był to tenor) oraz tłumu (szybkie tempo, wysoki rejestr: c – f]).
Pasja motetowa – wokalna pasja wielogłosowa powstała pod koniec XV w., wykorzystywała ona w głosie tenorowym melodię chorału (tzw. cantus firmus). Utwory w takiej formie komponowali w XVI w. m.in.: Orlando di Lasso, F. Guerrero, William Byrd, Jacob Obrecht, Cypriano de Rore.
Pasja kantatowo-oratoryjna – na początku XVII w. pasja stała się formą wokalno-instrumentalną, składającą się z recytatywów (muzycznych deklamacji), arii, duetów, tercetów oraz chórów. Do arcydzieł tego gatunku należą: Pasja według św. Mateusza (BWV 244) (1729) oraz Pasja według św. Jana (BWV 245) (1723) Johanna Sebastiana Bacha. Partie Chrystusa oraz narratora mają w nich formę recytatywu opartego na tekście Ewangelii, arie i duety komentujące akcję dramatyczną skomponowane zostały do tekstów współczesnych Bachowi twórców, chór pełni rolę tłumu. Pamiętać należy, że choć zbliżona jest formą do opery, to jednak pozbawiona jest akcji scenicznej, charakteryzacji, kostiumów i scenografii.
Na początku XVIII wieku komponowano pasje do tekstu "Der für die Sünde der Welt gemarterte und Sterbende Jesus" autorstwa Bartolda Heinricha Brockesa. Muzykę do jej tekstu tworzyli najwybitniejsi niemieccy kompozytorzy Georg Friedrich Händel, Johann Mattheson, Georg Philipp Telemann, Reinhard Keiser, Johann Friedrich Fasch, Gottfried Heinrich Stölzel.
W XVII i XVIII wieku pasje komponowali: Heinrich Schütz, Georg Philipp Telemann, Carl Philipp Emanuel Bach. W XX w. powstała m.in. Pasja według św. Łukasza Krzysztofa Pendereckiego (1965), nawiązująca do tradycji gatunku, lecz wykorzystująca współczesny język dźwiękowy, Pasja według św. Jana estońskiego kompozytora Arvo Pärta oraz Pasja według św. Marka Pawła Mykietyna (2008).